# Língua são-tomense
O são-tomense, santomense ou forro (também conhecido como santomé) é uma língua nacional de São Tomé e Príncipe, falada em toda a Ilha de São Tomé, excepto na ponta sul.
Sendo uma língua crioula de base portuguesa, o são-tomense difere grandemente dos crioulos da Guiné-Bissau, Senegal, Gâmbia e Cabo Verde. O substrato do são-tomense assenta principalmente nas línguas cuás faladas na Costa do Marfim, Gana, Togo, Benim e Nigéria.
Partilha 77% de semelhança lexical com o principense (ou lunguyè), 70% com o angolar e 62% com o anobonense (ou fa d'ambu) da vizinha ilha de Ano Bom (Guiné Equatorial).
O são-tomense é a língua usada nos contactos sociais em praticamente toda a ilha de São Tomé, inicialmente falada pelos escravos libertos ou forros. A maioria dos falantes de são-tomense fala também português.

## Vocabulário
Cerca de 93% do vocabulário do são-tomense é derivado do português, sendo o restante de origem africana. No entanto, a erosão considerável a que a maioria das palavras foi sujeita e, principalmente, as significativas diferenças gramaticais tornam extremamente difícil a um falante nativo de português estabelecer uma conversação, mesmo que básica.

## Ortografia
O governo de São Tomé e Príncipe está a preparar normas ortográficas a adoptar pelo são-tomense, principense e angolar.

## Algumas expressões
| São-tomense                       | Português                                                         |
| --------------------------------- | ----------------------------------------------------------------- |
| Seja lovadu! (ou sejalovadu)      | Seja louvado (saudação)                                           |
| Bom dja ô (ou Bondja o)           | Bom dia                                                           |
| Bos tadji ô (ou Boxtadji o)       | Boa tarde                                                         |
| Boj notxi ô (ou Bojnotxi o)       | Boa noite                                                         |
| Que nomi bo ê? (ou Ke nomi bo ê?) | Como se chama? (literalmente: Que nome você tem?)                 |
| Nomi mu sa Pedro                  | Chamo-me Pedro ou Me chamo Pedro (literalmente: Nome meu é Pedro) |